# Powiat Higashiokitama
Powiat Higashiokitama (jap. 東置賜郡 Higashiokitama-gun) – powiat w Japonii, w prefekturze Yamagata. W 2024 roku liczył 34 869 mieszkańców.

## Miejscowości
- Kawanishi
- Takahata